# Мілойко Спаїч
Мілойко Спаїч (24 вересня 1987 , Плєвля ) — чорногорський політик та фінансовий інженер. Прем'єр-міністр Чорногорії з 31 жовтня 2023 року. Міністр фінансів та соціального забезпечення в уряді Здравко Кривокапича з 4 грудня 2020 до 28 квітня 2022 року.
Президент центристської партії «Європа зараз!».

## Молодість і освіта
Спаїч народився 24 вересня 1987 року в Плевлі, СР Чорногорія, СФР Югославія. Спаїч закінчив Плевльську гімназію та продовжив освіту в Осакському університеті в Японії, де вивчав екометрику японською мовою як стипендіат Уряду Японії. У рамках програми обміну студентами він також навчався в університеті Цінхуа. Ступінь магістра отримав, також як стипендіат, у Франції в бізнес-школі HEC Paris.
Крім рідної сербської, він також володіє англійською, японською, китайською, російською та французькою мовами.

## Фінансова кар'єра
Після закінчення навчання працював у Сполучених Штатах на Волл-стріт, а також у Парижі та Токіо. До приходу в політику Спаїч також працював у Goldman Sachs, глобальній банківській групі, що займається інвестиційно-банківськими послугами, торгівлею цінними паперами та іншими фінансовими послугами, переважно для інституційних клієнтів. Він також був партнером венчурного фонду в Сінгапурі Das Capital SG.

## Політична кар'єра

### Парламентські вибори 2020 року
Спаїч розпочав свою політичну кар'єру як безпартійний політик і під час парламентських виборів у 2020 році був членом експертної групи Здравко Кривокапича. Спаїч заявив, що було кілька причин для його повернення до Чорногорії, але головною з них було ухвалення спірного Закону про свободу віросповідання, і що закон показує, скільки проблем накопичилося в чорногорській системі. Він додав, що поки ситуація не покращиться, він не «переїде» з Чорногорії та що жоден інвестор не повірить у державу, де існує така інституція, як Сербська православна церква (СПЦ), яка існує вже вісім століть і якій довіряє більшість громадян Чорногорії, в той час її власність конфіскується урядом. Під час релігійної кризи брав участь у лобіюванні в США інтересів Сербської православної церкви та сербів Чорногорії.

### Міністр фінансів і соціального забезпечення
Спаїч склав присягу як міністр фінансів та соціального забезпечення 4 грудня 2020 року та працював під керівництвом прем'єр-міністра Здравко Кривокапича. Під час свого терміну Спаїч та міністр економіки Яков Мілатович представили та реалізували суперечливу програму економічних реформ «Європа зараз». Після парламентської кризи прем'єр-міністр Кривокапич оголосив, що він подав ініціативу до парламенту Чорногорії щодо усунення віце-прем'єр-міністра Дрітана Абазовича та запропонував, щоб Спаїч замінив його на посаді віце-прем'єр-міністра.

### Європа зараз
У 2022 році Спаїч і Мілатович заснували політичну партію «Європа зараз!», де Спаїч став президентом, а Мілатович — заступником президента. «Європа зараз!» брала участь у місцевих виборах 2022 року.
Спаїч намагався балотуватися в президенти Чорногорії на президентських виборах 2023 року,⁣ але його кандидатуру відхилила Державна виборча комісія, оскільки виявилося, що він має подвійне громадянство Сербії та Чорногорії. Після цього відкриття він заявив, що став громадянином Сербії у 2009 році та що процес відмови від сербського громадянства все ще триває. Пізніше він заявив, що прийняв громадянство Сербії, щоб мати можливість подорожувати до Японії без візи. Замість нього Мілатович балотувався як кандидат від партії і в підсумку переміг чинного президента Міло Джукановича у другому турі, набравши 58,88 % голосів виборців.

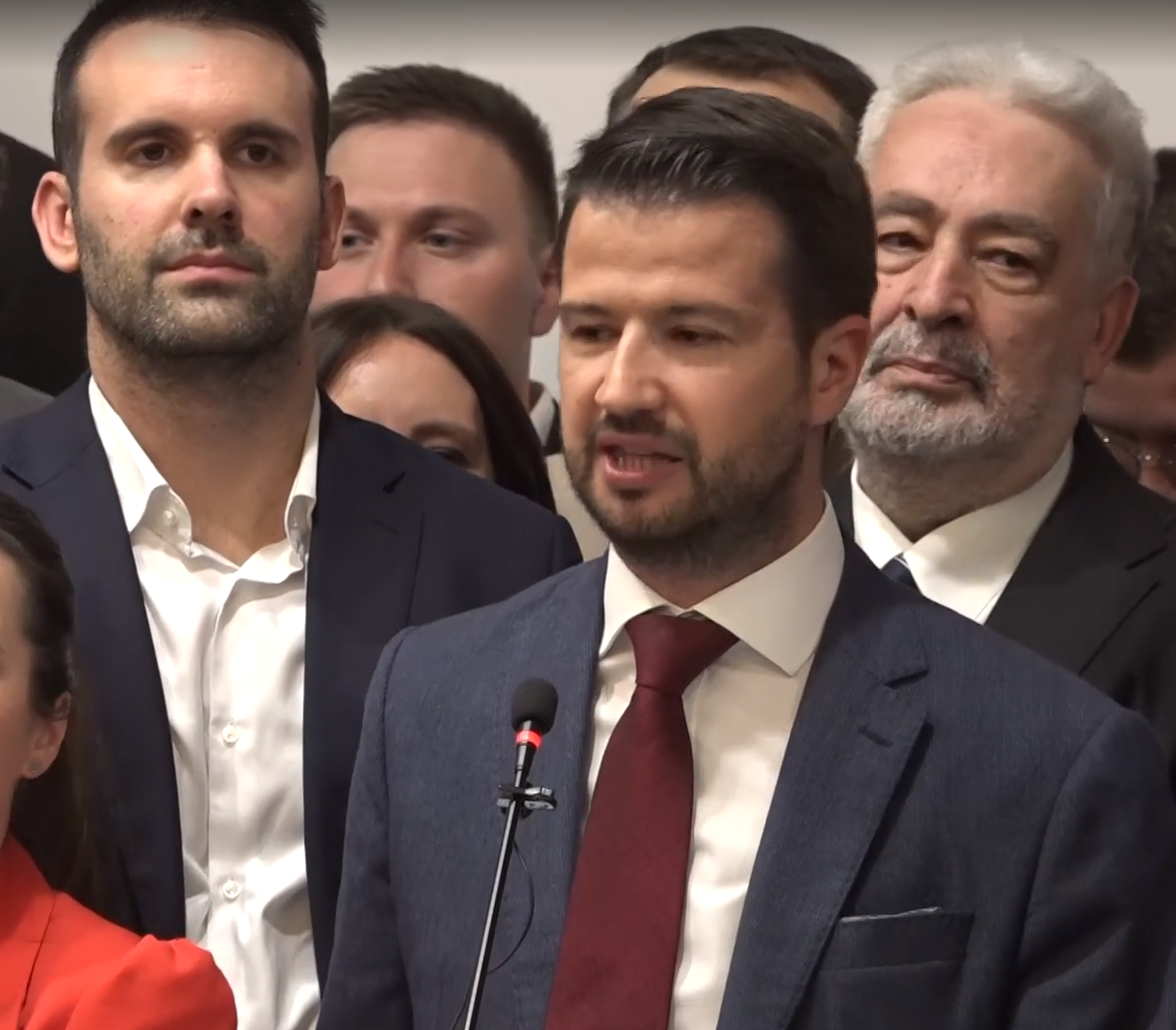
Спаїч з Яковом Мілатовичем і Здравко Кривокапичем у квітні 2023 року

Після президентських виборів Спаїч заявив, що готовий взяти на себе відповідальність і стати першим номером «Європи зараз» на парламентських виборах 2023 року.26 квітня було підтверджено, що Спаїч очолить виборчий список «Європи зараз». Під час виборчої кампанії прем'єр-міністр Дрітан Абазович і міністр внутрішніх справ Філіп Аджич звинуватили Спаїча у зв'язках із південнокорейським розробником криптовалюти До Квоном, якого заарештували в Чорногорії в березні 2023 року За словами Абазовича, До Квон надіслав листа з в'язниці Абазовичу, Аджичу, міністру юстиції Марко Ковачу та головному прокурору Володимиру Нововічу, в якому повідомляв їх про свої зв'язки зі Спаїчем. «Європа зараз» відкинула звинувачення проти Спаїча і заявила, що До Квон підписав лист за наказом Абазовича. «Європа зараз» набрала близько 25 % голосів виборців на парламентських виборах, отримавши найбільшу кількість місць у парламенті Чорногорії. Після виборів До Квон заперечив, що він будь-коли фінансово підтримував Спаїча. Очікується, що Спаїч стане наступним прем'єр-міністром Чорногорії.

## Політичні позиції

### Зовнішня політика
Спаїч підтримує вступ Чорногорії до Європейського Союзу, проте також вважає, що західні політики «не зацікавлені в Чорногорії». Він заявив, що вступ до НАТО є «хорошим кроком для Чорногорії», але він буде проти розміщення чорногорських солдатів у країнах Балтії. Спаїч засудив російське вторгнення в Україну, яке він вважає агресією, і висловився за введення санкцій проти Росії, хоча вважає, що санкції лише «зміцнять Москву на її шляху». Спаїч виступає проти пропозицій Чорногорії скасувати визнання незалежності Косова, заявляючи, що вважає це «однією з тем, що стоять за нами». Він виступає за тісніші відносини між Чорногорією та Сербією.

## Особисте життя
Спаїч має дочку від колишньої партнерки. Він сербський православний християнин.